# Diocese de Tarawa e Nauru
A Diocese de Tarawa and Nauru é uma diocese sufragânea da Arquidiocese de Suva. Foi erguida como Vicariato Apostólico das Ilhas Gilbert in 1897 e elevada a Diocese de Tarawa em 1966. Houve uma mudança de nome em 1978 e, em 1982, houve uma fusão com a missão sui iuris de Funafi. Atualmente cobre todo o território de Kiribati de Nauru.

## Bispos
- Joseph-Marie Leray, M.S.C. (1897–1940)
- Joseph Bach, M.S.C. (1940–1947)
- Octave-Marie Terrienne, M.S.C. (1950–1961)
- Pierre-Auguste-Antoine-Marie Guichet, M.S.C. (1961–1978)
- Paul Eusebius Mea Kaiuea, M.S.C. (1979–2020)
  - Koru Tito (2020-2022) (não tomou posse)
- Simon Mani, M.S.C. (2024-)